# Студентски съвет
Студентски съвет е орган за защита на общите интереси на обучаващите се студенти. Студентските съвети могат да се присъединят към по-големи асоциации, в Съединените щати към Националната асоциация на студентските съвети, а в Канада към Канадската асоциация за лидерство на студентите.

## България
Разпоредбите свързани със Студентския съвет в България са описани в закона за висшето образование, а той гласи:
- Чл. 72.
  - (1) (Доп. – ДВ, бр. 48 от 2004 г., доп. – ДВ, бр. 41 от 2007 г.) Орган за защита на общите интереси на обучаващите се е Студентският съвет. Той се състои от представителите на студентите и докторантите в Общото събрание на висшето училище. Мандатът на студентите и докторантите в общото събрание и в студентския съвет на висшето училище е две години с право да бъдат избирани за още един мандат. Студентският съвет избира измежду членовете си председател, който организира и ръководи дейността му и го представлява пред органите за управление на висшето училище, на основните и обслужващите звена в него.
  - (2) (Нова – ДВ, бр. 48 от 2004 г.) Студентите и докторантите избират своите представители при условия и по ред, определени в правилника по ал. 3.
  - (3) (Предишна ал. 2 – ДВ, бр. 48 от 2004 г.) Студентският съвет приема правилник за организацията и дейността си и го представя на Академичния съвет на висшето училище. Академичният съвет може да възрази срещу разпоредби на правилника, които противоречат на законите или на правилниците на висшето училище.
  - (4) (Предишна ал. 3 – ДВ, бр. 48 от 2004 г., изм. – ДВ, бр. 74 от 2009 г., в сила от 15.09.2009 г., изм. – ДВ, бр. 68 от 2013 г., в сила от 02.08.2013 г., доп. – ДВ, бр. 17 от 2020 г.) Спорните разпоредби не се прилагат до решаване на спора от министъра на образованието и науката. Правилникът по ал. 3 се публикува на интернет страницата на висшето училище.
  - (5) (Изм. – ДВ, бр. 60 от 1999 г., в сила от 02.07.1999 г., предишна ал. 4, изм. – ДВ, бр. 48 от 2004 г.) Дейността на студентския съвет се финансира от висшето училище в размер, който е не по-малко от 1 на сто от таксите за обучение, а за частните висши училища – не по-малко от 0,3 на сто. Средствата се използват за защита на социалните интереси на студентите, за провеждане на културна, спортна, научна, творческа и международна дейност.
- Чл. 73.
  - (1) (Предишен екст на чл. 73, доп. – ДВ, бр. 48 от 2004 г.) Студентският съвет има право:

  1. (доп. – ДВ, бр. 41 от 2007 г.) да организира избора на свои представители в ръководните органи на висшето училище, както и в съвета на настоятелите;
  2. да прави предложения за въвеждане на допълнителни учебни дисциплини;
  3. да прави предложения за покана на външни преподаватели;
  4. да организира създаването на научни специализирани студентски общности и публикуването на техни трудове;
  5. при необходимост да създава и управлява свои организационни звена;
  6. да установява вътрешни и международни образователни, културни и следдипломни контакти между студентите;
  7. да изразява мнение и да прави предложения за развитието на спортната дейност във висшето училище;
  8. да участва в управлението на студентските общежития;
  9. да участва в организацията на учебния процес, разпределението на стипендиите и помощите за студентите;
  10. (нова – ДВ, бр. 48 от 2004 г., доп. – ДВ, бр. 41 от 2007 г.) да участва със свои представители в наблюдението на вътрешната система за оценяване и поддържане качеството на обучението и на академичния състав във висшето училище, както и при разработване на въпросите за проучване на студентското мнение;
  11. (нова – ДВ, бр. 17 от 2016 г., в сила от 01.03.2016 г.) да избира свой представител в Общото събрание на Националното представителство на студентските съвети, който може да бъде различен за всяко заседание.

  - (2) (Нова – ДВ, бр. 48 от 2004 г.) Студентският съвет поддържа самостоятелна страница в университетския информационен център по чл. 17, ал. 2, т. 9 за информационно обслужване на студентите и докторантите, като финансирането и се осигурява от средствата по чл. 72, ал. 5.